# Hans Prinzhorn

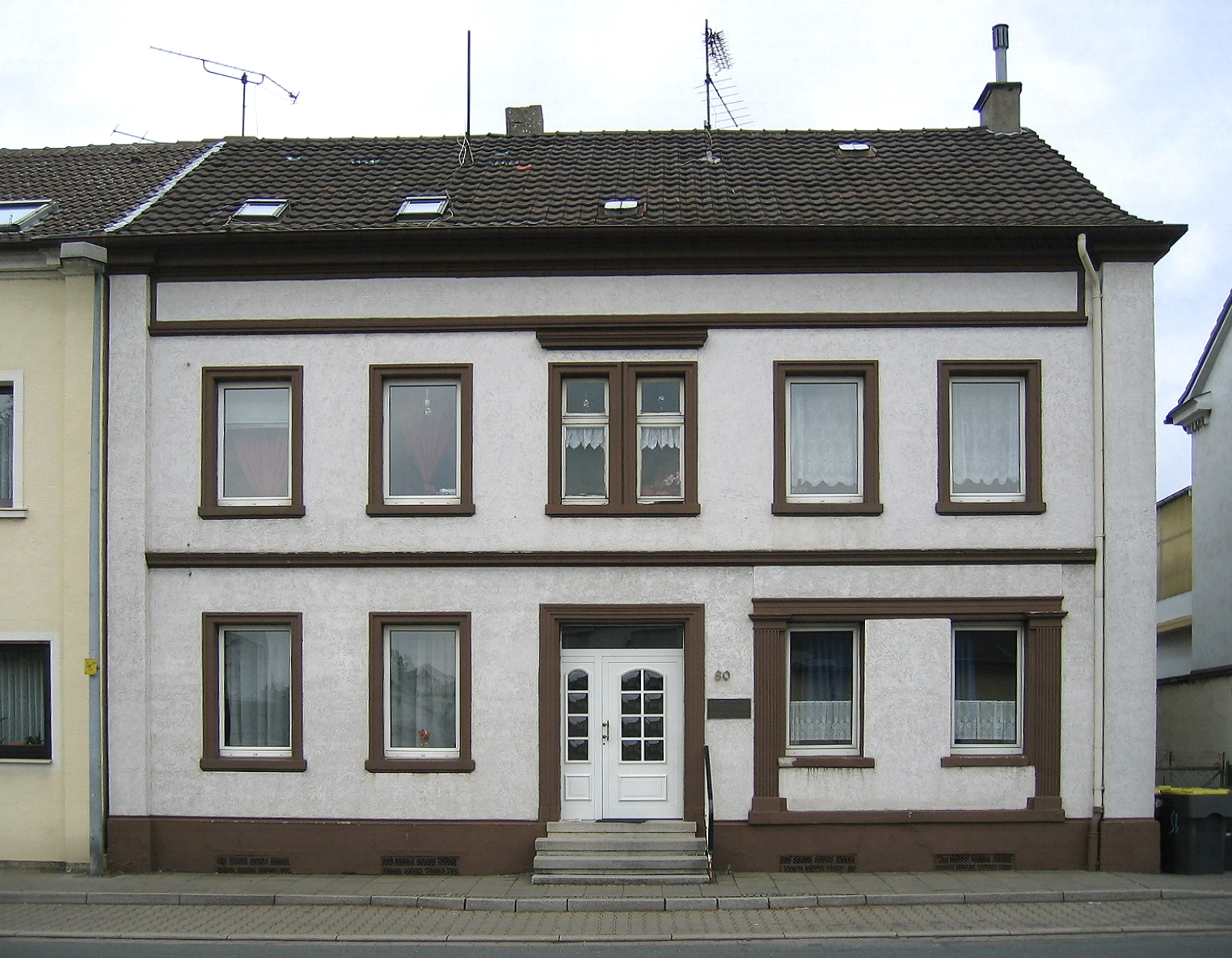
Casa on va néixer Prinzhorn, a Hemer.

Hans Prinzhorn (6 de juny de 1886-14 de juny de 1933) va ser un psiquiatre i historiador de l'art alemany.
Nascut a Hemer, Westfàlia, va estudiar història de l'art i filosofia a la Universitat de Viena, on es va doctorar el 1908. Va viatjar a Anglaterra per prendre lliçons de cant, ja que tenia planejat esdevenir cantant professional. Després va fer estudis de medicina i psiquiatria, i va ser cirurgià militar a la Primera Guerra Mundial.
El 1919 va començar a treballar com a assistent de Karl Wilmanns a l'hospital psiquiàtric de la Universitat de Heidelberg. La seva feina consistia a ampliar una col·lecció de dibuixos i pintures creats pels malalts mentals, iniciada per Emil Kraepelin. Quan va deixar la feina, el 1921, la col·lecció havia crescut fins a constar de més de 5.000 obres d'uns 450 interns.
El 1922 va publicar el seu primer llibre, que resultaria ser el més influent: Bildnerei der Geisteskranken. Ein Beitrag zur Psychologie und Psychopatologie der Gestaltung (Activitat plàstica dels malalts mentals. Una contribució a la psicologia i psicopatología de la configuració formal), profusament il·lustrat amb exemples de la col·lecció. Mentre que els seus col·legues van acollir l'obra amb reserva, el món de l'art ho va fer amb entusiasme. Els quadres van constituir una gran inspiració per a Jean Dubuffet, qui va encunyar el terme Art Brut.
El llibre tracta principalment sobre la frontera entre la psiquiatria i l'art, la malaltia i l'expressió personal. Representa un dels primers intents d'analitzar l'obra dels malalts mentals.
Després de breus residències en sanatoris de Zuric, Dresden i Wiesbaden, Prinzhorn va iniciar la pràctica de la psicoteràpia a Frankfurt el 1925, però sense gaire èxit. Va seguir escrivint llibres i en va publicar mitja desena durant la seva vida. Mai es van complir les seves expectatives d'aconseguir un lloc permanent en una universitat. Desencantat pels seus fracassos professionals, i després de tres matrimonis infructuosos, es va mudar a casa d'una tia, a Múnic, i es va retirar de la vida pública, però va seguir guanyant ingressos donant conferències i escrivint assajos. El 1933 va morir a Múnic de tifus.
Poc després de la seva mort la Col·lecció Prinzhorn es va guardar a les golfes de la universitat. El 1938 es van presentar alguns quadres a l'exposició de propaganda nazi Entartete Kunst (Art degenerat). Des de 2001 la col·lecció està exposada en un antic oratori de la Universitat de Heidelberg.

## Llibres
- Hans Prinzhorn, Artistry of the mentally ill: a contribution to the psychology and psychopathology of configuration, versió anglesa d'Eric von Brockdorff de Bildnerei der Geisteskranken. Ein Beitrag zur Psychologie und Psychopatologie der Gestaltung, 2ª ed., amb una introducció de James L. Foy, Viena, Nova York, Springer-Verlag, 1995, ISBN 3-211-82639-4 .
- Hans Prinzhorn, Expressions de la Folie, París, Gallimard, 1984.
- Catherine de Zegher (ed.), The Prinzhorn Collection: Tracis upon the Wunderblock, assajos de C. de Zegher, Hal Foster, Sander L. Gilman, S. Weiss i Bracha Lichtenberg Ettinger. Drawing Papers, núm. 7, 2000, del Drawing Center de Nova York.

## Pel·lícules
- Christian Beetz, Between Insanity and Beauty - The Art Collection of Dr. Prinzhorn, Premi Adolf-Grimme 2008, produïda per Beetz Brothers Film, Alemanya, 2008.

El film explica la història de la Col·lecció Prinzhorn, il·lustrant els conflictes interns dels pacients esquizofrènics amb els seus dibuixos i pintures.